# 愛媛県専修学校一覧
愛媛県専修学校一覧（えひめけんせんしゅうがっこういちらん）は、愛媛県の専修学校の一覧。

## 公立専修学校

### 松山市
- 愛媛県立農業大学校

## 私立専修学校

### 松山市
専門課程のみ
- 愛媛調理製菓専門学校
- 愛媛コミュニケーションブライダル専門学校
- 松山デザイナー専門学校
- 四国医療技術専門学校
- 専門学校日産愛媛自動車大学校
- 松山歯科衛生士専門学校

- 専門学校松山ビジネスカレッジビジネス校
- 河原電子ビジネス専門学校
- 河原医療福祉専門学校
- 大原簿記公務員専門学校愛媛校
- 愛媛県美容専門学校

- 河原デザイン・アート専門学校
- 河原アイペットワールド専門学校
- 河原医療大学校
- 河原ビューティモード専門学校
- 河原外語観光・製菓専門学校

専門課程・高等課程併設
- 松山看護専門学校

### 今治市
- 今治看護専門学校
- 今治商業専門学校

### 宇和島市
- 宇和島商業専門学校
- 宇和島看護専門学校

### 新居浜市
- 十全看護専門学校
- 東予理容美容専門学校
- 東城看護専門学校
- 河原医療大学校 新居浜校

### 四国中央市
- 四国中央医療福祉総合学院

### 西予市
- 島岩編物専門学校

### 東温市
- 愛媛十全医療学院
- 国立病院機構愛媛医療センター附属看護学校